# Zandra Rhodes
Dame Zandra Lindsey Rhodes (19 september 1940) is een Engelse modeontwerper en textielontwerper. Ze werd geboren in Chatham. Haar opleiding in de mode legde de basis voor haar creaties van textielprints. Rhodes ontwierp onder andere kleding voor Diana of Wales en Freddie Mercury.  Rhodes richtte in 2003 het Fashion en Textiel museum op, dat gevestigd is in Londen.  Rhodes ontving in 2007 een eredoctoraat van Heriot-Watt University. Op 1 september 2021 lanceerde zij in samenwerking met IKEA een collectie woonaccessoires waaronder een nieuwe variant op de bekende blauwe tas "Frakta." De collectie is in een gelimiteerde oplage te koop onder de naam Karismatisk. 

## Beginjaren
De ontwerpen uit het begin van de carrière van Rhodos werden door de traditionele Britse fabrikanten als schandalig beschouwd, waardoor het moeilijk was om werk te vinden. In 1968 begon Rhodes een bedrijf met modeontwerpster Sylvia Ayton. De twee ontwerpers openden een boetiek genaamd Fulham Road Clothes Shop. Het bedrijf stelde Rhodes in staat om haar textielontwerpen op door Sylvia Ayton ontworpen kledingstukken te maken. Ze produceerde haar eerste collectie met kledingstukken.  In 1969 gingen Rhodes en Ayton hun eigen weg, waarbij Rhodes haar eigen studio oprichtte in Paddington in West-Londen. Als freelancer bracht ze haar eerste solocollectie uit. De collectie kledingstukken kreeg erkenning van zowel de Britse als de Amerikaanse markt. Marit Allen, destijds redacteur van American Vogue, bracht stukken uit Rhode's collectie op de markt. Dit betekende voor Rhodes een doorbraak en ook gevestigde zaken wilde haar stukken nu verkopen.

## Multidisciplinair ontwerp
In 1976 ontwierp Rhodes haar eerste woonaccessoires. De collectie bestond uit huishoudlinnen, glaswerk, kussens en tapijten. Rhodes gebruikte ook haar prints om stropdassen, lingerie en zelfs haar eigen parfum te creëren.
De San Diego Opera gaf haar in 2001 de opdracht om de kostuums te ontwerpen voor hun eerste opera, De Toverfluit.  Rhodes zette haar samenwerking met de San Diego Opera voort in 2004 toen ze het decor en de kostuums voor Bizet's Les pêcheurs de perles ontwierp. Ze ontwierp ook voor Verdi's Aida in de Houston Grand Opera en de English National Opera. In 2002 ontwierp Rhodes een poster voor Transport for London die de rivier de Theems toont als een vrouw die de Londense monumenten als juwelen draagt.

### Museum
Rhodos is de oprichter van het Mode en Textiel Museum in Londen, dat in mei 2003 werd geopend. In de eerste tentoonstelling met de titel "My Favourite Dress" zijn jurken van meer dan zeventig modeontwerpers uit de industrie te zien. De tentoonstelling bestaat uit ontwerpers als Óscar de la Renta, Donna Karan, Valentino en Giorgio Armani. Zandra Rhodos heeft elke ontwerper persoonlijk gevraagd om een favoriete jurk uit hun collectie te kiezen en aan de tentoonstelling toe te voegen. Het was belangrijk voor Rhodos om andere ontwerpers in de tentoonstelling op te nemen, zodat het museum naast haar eigen ontwerpen ook kledingstukken van andere ontwerpers kon laten zien om hier een volledig mode- en tijdsbeeld mee te schetsen. Rhodes heeft drieduizend van haar eigen originele kledingstukken in het museum opgenomen, samen met haar schetsboeken en zeefdrukken. In het Mode- en Textielmuseum houden ze drie shows per jaar en de exposities veranderen voortdurend.

## Stijl
Rhodes' eigen levensstijl is net zo dramatisch, glamoureus en extravert gebleken als haar ontwerpen. Ze is herkenbaar aan de felle kleuren waarin zij haar haren verft zoals een levendige kleur groen of roze. Haar gezicht schildert ze met theatrale make-up en ze draagt kunstjuwelen die uit haar nek, oren en armen slingeren waarmee ze haar identiteit uitdrukt en een inspiratie is voor de modewereld.  Rhodes ontwerpen worden beschouwd als heldere, creatieve statements; dramatisch maar gracieus; gedurfd maar vrouwelijk. Rhodes' inspiratie is afkomstig van organisch materiaal en de natuur. Haar onconventionele en kleurrijke prints zijn vaak geïnspireerd door reizen; chevron strepen uit Oekraïne en de symbolen van de Noord-Amerikaanse Indianen, Japanse bloemen, kalligrafie en schelpen. Haar benadering van de constructie van kledingstukken is te zien in haar gebruik van omgekeerde blootgelegde naden en in haar gebruik van juwelen met veiligheidsspelden en -scheuren in het punktijdperk.  Binnen Zandra Rhodes carrière creëerde ze handgemaakte avondkleding met behulp van haar unieke vrouwelijke textiel. Elk kledingstuk dat wordt gemaakt, bevat veel elementen die als vrouwelijk worden aangeduid. In 1977 had zij grote invloed op de gevestigde orde met een lijn die ze Conceptual Chic noemde. Ze creëerde jurken met gaten en veiligheidsspelden - 10 jaar voor Versace - om een soort borduurwerk te vormen, gemengd met losjes getekende figuren gezeefdrukt op zijde jersey, of op de nieuw ontwikkelde Ultra suède stof. Wanneer ze haar kledingstukken creëert, gaat er veel aandacht naar de constructie. Simplistische vormen helpen de basis van Rhodes kledingstukken te vormen. Rhodes ontwierp onder andere voor Luke Spiller van The Struts, Freddie Mercury, Diana, Prinses van Wales en Brian May . Ze heeft een sterke aanhang in de Verenigde Staten, het Verenigd Koninkrijk en Australië.

## Televisie
Ze verscheen, als zichzelf, in een aflevering van Absolutely Fabulous tijdens het tweede seizoen van deze BBC-show. Rhodes was een Gast Jurylid voor de eerste aflevering van het derde seizoen van Project Catwalk.
- Bibsys: 6039106
- Bibliothèque nationale de France: cb15583153z (data)
- Gemeinsame Normdatei: 128943475
- International Standard Name Identifier: 0000 0000 8088 1282
- Library of Congress Control Number: n85047040
- Nationale Bibliotheek van Letland: 000313069
- MusicBrainz: 6aa2dd75-87c2-4839-8ebd-62d23dae918f
- National Gallery of Victoria: 7138
- Nationale Bibliotheek van Tsjechië: xx0280156
- Nederlandse Thesaurus van Auteursnamen: 073655538
- RKD-Nederlands Instituut voor Kunstgeschiedenis: 266006
- SNAC: w6df7wgq
- Système universitaire de documentation: 110131088
- Union List of Artist Names: 500079598
- Virtual International Authority File: 8809053
- WorldCat: E39PBJjxvMkPjf8fVTmcPV3vpP